# Томмі Гібб
Томмі Гібб (англ. Tommy Gibb; нар. 13 грудня 1944, Батгейт) — шотландський футболіст, що грав на позиції півзахисника, зокрема за «Ньюкасл Юнайтед».

## Клубна кар'єра
Народився 13 грудня 1944 року в місті Батгейт. Вихованець юнацьких команд місцевих футбольних клубів «Воллгауз Роуз» і «Ватгейт Тісл».
У дорослому футболі дебютував 1963 року виступами за команду клубу «Партік Тісл», в якій провів п'ять сезонів, взявши участь у 111 матчах чемпіонату. 
Своєю грою за цю команду привернув увагу представників тренерського штабу клубу «Ньюкасл Юнайтед», до складу якого приєднався 1968 року. Відіграв за команду з Ньюкасла наступні сім сезонів своєї ігрової кар'єри. Більшість часу, проведеного у складі «Ньюкасл Юнайтед», був основним гравцем команди. За цей час виборов титул володаря Кубка ярмарків.
Протягом 1975—1977 років захищав кольори команди клубу «Сандерленд».
Завершив професійну ігрову кар'єру у клубі «Гартлпул Юнайтед», за команду якого виступав протягом 1977—1978 років.

## Виступи за збірну
1968 року провів одну гру у складі молодіжної збірної Шотландії.

## Титули і досягнення
- Володар Кубка ярмарків (1):

«Ньюкасл Юнайтед»: 1968-1969